# Instituto Romarinho
 (octobre 2023).
Si vous disposez d'ouvrages ou d'articles de référence ou si vous connaissez des sites web de qualité traitant du thème abordé ici, merci de compléter l'article en donnant les références utiles à sa vérifiabilité et en les liant à la section « Notes et références ».
L’Instituto Romarinho est une association brésilienne créée en 1995 par Romário, un ancien joueur de football brésilien.
Le but de l'association est l'aide aux enfants pauvres brésiliens, en leur offrant une éducation basée autour du sport. 
Cette fondation est comparable à Gol de Letra, celle de deux autres anciens joueurs brésiliens, Raí et Leonardo.